# The Brute
The Brute er en amerikansk stumfilm fra 1914 af Thomas N. Heffron.

## Medvirkende
- Malcolm Williams som Donald Rogers.
- Helen Hilton som Edith Pope.
- House Peters som Billy West.
- Mary Moore som Alice Pope.
- Camille Dalberg som Mrs. Pope.